# Macrochiron
Macrochiron är ett släkte av kräftdjur som beskrevs av Brady 1872. Macrochiron ingår i familjen Macrochironidae.
Macrochiron är enda släktet i familjen Macrochironidae.
Kladogram enligt Catalogue of Life och Dyntaxa:
| Macrochiron | \| \| Macrochiron fucicolum \| \| \| \| \| \| Macrochiron mutatum \| \| \| \| \| \| Macrochiron sargassi \| \| \| \| |
|             | \| \| Macrochiron fucicolum \| \| \| \| \| \| Macrochiron mutatum \| \| \| \| \| \| Macrochiron sargassi \| \| \| \| |
|             | Macrochiron fucicolum                                                                                                |
|             | |
|             | Macrochiron mutatum                                                                                                  |
|             | |
|             | Macrochiron sargassi                                                                                                 |
|             | |